# John Foulds
Pour les articles homonymes, voir Foulds.
John Herbert Foulds, né le 2 novembre 1880 à Hulme, Manchester et mort le 24 avril 1939 à Calcutta, est un compositeur britannique.
John Foulds fut connu de son vivant « pour sa musique légère écrite à des fins alimentaires ». Il est cependant considéré actuellement comme l'un des grands compositeurs britanniques du XIXe siècle. « Il faudra attendre le milieu des années 1980 pour que la production « sérieuse » de cet avant-gardiste original, autodidacte, amateur de théosophie, passionné par l'Inde et les pratiques musicales extra-européennes, ne soient redécouvertes », explique un journaliste du Monde en 2008.
Son Dynamic Triptych op. 88 (1929) est considéré par le journal Le Monde comme étant « peut-être le plus grand concerto pour piano anglais – avant ceux de Ralph Vaughan Williams et Frank Bridge ».

## Principales œuvres
- A World Requiem op. 60 (1918-1921), hommage aux morts de la Première Guerre mondiale qui mêle textes liturgiques, non liturgiques et poèmes, à l’instar du War Requiem de Benjamin Britten (1962). Il est considéré comme un « ancêtre brittenien ».
- Lyra Celtica op. 50 (1917-milieu années 1920), concerto pour voix
- Dynamic Triptych op. 88 (1929), concerto pour piano
- Essays in The Modes, pièces pour piano.
- Saint Joan Suite Op. 82b orchestre
- Pasquinade Symphonique  No. 1  Op. 98  Saint
- Mirage Op. 20 orchestre
- Keltic Lamentorch. op. 29 no. 2 (Keltic Suite, 1911)
- Le Caberet, Overture Op. 72A (1921)
- April-Engliand Op. 48 No 1 piano (1926) Orch. (1932)
- Pasquinade Symphonique No. 2 Op 98 orch. (1935)
- Hellas, A Suite of Ancient Greece orch. Op 45 (1932) I. Solemn Temple Dance
- Hellas, A Suite of Ancient Greece orch. Op 45 (1932) II Processional
- Hellas, A Suite of Ancient Greece orch. Op 45 (1932) III Dirge for a Hero
- Hellas, A Suite of Ancient Greece orch. Op 45 (1932) IV Song of the Argive Helen
- Hellas, A Suite of Ancient Greece orch. Op 45 (1932) V Temple Chant
- Hellas, A Suite of Ancient Greece orch. Op 45 (1932) VI Corybantes
- Three Mantras orch. Op.61B (1919-1930) I Mantra of Activity
- Three Mantras orch. Op.61b (1919-1930) II Mantra of Bliss
- Three Mantras orch. Op.61B (1919-1930) III Mantra of Will
- Lento Quieto (From Quartetto Geniale, Op.97
- Aquarelles (Music-Pictures Groupe 2)quatuor à cordes Op.32 - In Provence. Refrain Rococo (After La Thangue)
- Aquarelles (Music-Pictures Groupe 2)quatuor à cordes Op.32 - The Waters Of Babylon (After Blake)
- Aquarelles (Music-Pictures Groupe 2)quatuor à cordes Op.32 - Arden Glade. English Tune With Burden (After Crome)
- Music-Pictures (Groupe Vi) (Gaelic Melodies)piano Op. 81 - 1. The Dream Of Morven
- Music-Pictures (Groupe Vi) (Gaelic Melodies)piano Op. 81 - 2. Deirdre Crooning
- Music-Pictures (Groupe Vi) (Gaelic Melodies)piano Op. 81 - 3. Merry Macdoon
- Variazioni Ed Improvvisati Su Un Tema Originale piano Op. 4
- Music-Pictures (Groupe Vii) (Landscape) piano Op. 13 - 1. Moonrise
- Music-Pictures (Groupe Vii) (Landscapes00) piano Op. 13 - 2. Nightfall
- English Tune With Burdenpiano Op. 89
- April, Englandpiano Op. 48/1
- Music-Pictures (Groupe III) orch.op 33: I. The Ancient of Days
- Music-Pictures (Groupe III) orch op 33: II. Colombine
- Music-Pictures (Groupe III) orch.op.33: III. Old Greek legend
- Music-Pictures (Groupe III) orch. op.33: IV. The Tocsin
- The Song Of Ram Dass
- Lyra Celtica-Concerto For Voice & Orchestra Op.50
- Apotheosis(Elegy)-Music-Poem No.4 For Violin & Orchestra Op.18